# Precedents de la copa romanesa de futbol
Abans que la Federació Romanesa de Futbol comencés a organitzar la Copa romanesa de futbol oficial el 1933 es disputaren diversos precedents de la copa romanesa de futbol.

## Historial

### Cupa Asociaţiunii Române de foot-ball
- 1909 CA Colentina Bucureşti
- 1910/11 SC Olimpia Bucureşti

### Cupa Alexander Bellio
- 1911/12 United AC Ploieşti
- 1913 Bukarester FC

### Cupa Hans Herzog
- 1912 United AC Ploieşti
- 1913 CA Colentina Bucureşti
- 1914 CA Colentina Bucureşti

### Cupa Harwaster
- 1913 Bukarester FC
- 1915 Bukarester IHC FC [primavera]
- 1915 Româno-Americana FC Bucureşti [tardor]
- 1919 Venus ASC Bucureşti
- 1920 Tricolor FC Bucureşti

### Cupa Jean Luca P. Niculescu
- 1915 Româno-Americana FC Bucureşti
- 1916 Prahova FC Ploieşti
- 1919 Venus ASC Bucureşti
- 1920 Venus ASC Bucureşti
- 1921 Tricolor FC Bucureşti

### Cupa României
Competició disputada dues temporades entre les cinc seleccions de les lligues regionals (Liga de Centru, Liga d'Est, Liga de Nord, Liga de Sud, Liga de Vest).
- 1931 Liga de Nord 1-0 Liga de Sud
- 1932/33 Liga de Nord 3-2 Liga d'Est [pròrroga]

### Cupa Basarabiei
Competició no oficial amb una fase de grups i una d'eliminatòries que reemplaçà la lliga romanesa de futbol que no es disputà per la guerra mundial.
- 1941/42 Rapid Bucureşti 2-1 CFR Turnu Severin

### Cupa Primăverii
Competició no oficial amb una fase de grups i una final que es disputà la primavera de 1957 amb motiu del canvi de dates de la Lliga romanesa de futbol.
- 1957 Locomotiva Bucureşti 3-1 Ştiinţa Timişoara [pròrroga]